# Валентін Атангана
Валентін Атангана Едоа (фр. Valentin Atangana Edoa, нар. 25 серпня 2005, Яунде, Камерун) — французький футболіст камерунського походження, опорний півзахисник французького клубу «Реймс».

## Ігрова кар'єра

### Клубна
Валентін Атангана народився у Камеруні у місті Яунде, де й починав свій футбольний шлях. Та у 2015 році він опинився у Франції. де приєднався до футбольної школи клубу «Реймс». У клубі він пройшов через всі юнацькі команди й в травні 2022 року підписав з клубом перший професійний контракт.
У лютому 2023 року у матчі проти «Труа» Атангана дебютував у першій команді «Реймса». У жовтні 2023 року Атангана продовжив контракт з клубом до 2026 року.

### Збірна
Валентін Атангана народився у Камеруні, але у 2022 році почав свої виступи на міжнародній арені в юнацьких збірних Франції. У 2022 році у складі юнацької збірної Франції (U-17) став переможцем юнацького чемпіонату Європи, що проходив в Ізраїлі.

## Трофеї
Франція (U-17)
 Переможець юнацького чемпіонату Європи: 2022